# Sota els còdols, la platja
Sota els còdols, la platja és un còmic de Pascal Rabaté. Publicat per primera vegada l'octubre de 2021, en francès per l'Editorial Rue de Sèvres, amb el títol, Sous les galets, la plage i en la versió en català, l'Editorial Finestres el gener de 2023 amb traducció de Marta Marfany. Els temes tractats són l'amor, la burgesia, la història, la lluita de classes i la revolució.

## Argument
La història transcorre el mes de setembre de 1963 en un centre balneari, al poble de platja de Loctudy en un municipi francès, situat a la regió de Bretanya. L'època d'estiueig va arribant a la fi, els estiuejants ja han anat marxant, però l’Albert, en Francis i l’Édouard, allarguen les seves vacances a l'espera de començar els estudis superiors, que els hauria de portar a uns destins de prestigi traçats amb anterioritat. Tots ells, són membres de famílies amb valors tradicionals i aprofiten els últims dies de llibertat.
Mentre gaudeixen d'un bon vi a la vora del mar, apareix una misteriosa noia que viu del robatori de segones residències. Un dels nois fill d'una família burgesa s'enamora bojament d'ella el que farà que la vida que tenia programada, faci un gir inesperat que canviarà el guió de la seva vida. Aquest còmic, explica una història romàntica d'amor impossible en una França que es prepara per qüestionar els seus valors tradicionals, on els seus protagonistes hauran de triar quina mena de moral volen que regeixi les seves vides, si la moral burgesa o la llibertària.